# Спектрогониометр

Схема рентгеновского спектрогониометра. Содержит рентгеновскую трубку с накаливаемым катодом, вольфрамовым анодом и бериллиевым окном для выхода рентгеновского излучения. Трубка питается от высоковольтного (50—100 кВ) источника постоянного напряжения. Излучение попадает на исследуемый образец. Рассеянное образцом излучение раскладывается в спектр с помощью кристалла-анализатора, затем регистрируется рентгеновским детектором, угловое положение которого можно изменять и измерять угол рассеивания лучей с помощью гониометра со шкалой.

Спектрогонио́метр (лат. spectare — смотреть, греч. gonia — угол, др.-греч. μέτρον — мера, измеритель) — прибор для измерения дисперсии (разложения) и дифракции (преломления) светового излучения.
Оптический спектрогониометр устроен из горизонтально расположенного коллиматора, горизонтального вращающегося столика, на который он направлен, и наклонённой зрительной трубы, в которую сходятся лучи от объекта на столике. На столике размещается объект, и угол отклонения проходящих через него лучей измеряется. Так как он совпадает с углом наклона зрительной трубы, для этого измеряется её угол наклона при помощи прикреплённого к столику лимба и двух прикреплённых к трубе нониусов.
Спектрогониометры применяются для определения характеристик различных объектов, в том числе для измерения их коэффициента отражения в зависимости от угла отражения и падения света, например, снега, а также измерения характеристик веществ в оптическом и рентгеновском частях спектра.